# 徐在中
徐在中，字楚石，浙江平湖县人。明朝政治人物。

## 生平
萬曆四十三年（1615年）乙卯科浙江鄉試，万历四十七年（1619年）己未科进士。历官工部郎中，因忤魏忠贤，革职。崇祯初年，原官复职，出知广东广州府。後來得罪权贵借工部任内修皇陵一事被逮捕入京，並被處決。後平反。

## 家族
子徐錦，貢生，贈靈川知縣。孫徐吴治，康熙甲子舉人，官雲南大理府同知。

## 軼事
《枣林杂俎》有其弃市应验前梦之事。